# Bosque nacional Los Padres
El bosque nacional Los Padres (en inglés: Los Padres National Forest) es un bosque nacional de los Estados Unidos situado en el sur y centro de California,que incluye la mayor parte de la tierra montañosa a lo largo de la costa californiana desde Ventura hasta Monterrey, extendiéndose hacia el interior. La altitud varía desde el nivel del mar hasta los 2697 m.
El bosque tiene 7890 km² de superficie, de los que 7132,18 km², o aproximadamente el 88% son tierras públicas, siendo el resto propiedad privada.